# Episodi di Mr. Bean (serie animata) (terza stagione)
La terza stagione della serie animata Mr. Bean è andata in onda nel Regno Unito tra il 6 maggio e il 2 giugno 2004; in Italia tra il 14 marzo e il 2 luglio 2006.
| n. | Titolo originale   | Titolo italiano      | Prima TV Regno Unito | Prima TV Italia |
| -- | ------------------ | -------------------- | -------------------- | --------------- |
| 1  | Gadget Kid         | Viaggio nello spazio | 6 maggio 2004        | 14 marzo 2006   |
| 2  | The Visitor        | A volte ritornano    | 10 maggio 2004       | 21 marzo 2006   |
| 3  | Big TV             | La grande TV         | 11 maggio 2004       | 1º aprile 2006  |
| 4  | Keyboard Capers    | Il pianoforte        | 12 maggio 2004       | 5 aprile 2006   |
| 5  | Artful Bean        | Bean l'artista       | 14 maggio 2004       | 14 aprile 2006  |
| 6  | The Fly            | La mosca             | 17 maggio 2004       | 17 aprile 2006  |
| 7  | A Royal Makeover   | Una casa da re       | 18 maggio 2004       | 24 aprile 2006  |
| 8  | SuperMarrow        | Super zucchina       | 19 maggio 2004       | 1º maggio 2006  |
| 9  | A Running Battle   | La gara              | 20 maggio 2004       | 8 maggio 2006   |
| 10 | Egg and Bean       | Uovo e Bean          | 21 maggio 2004       | 15 maggio 2006  |
| 11 | Camping            | Camping              | 24 maggio 2004       | 20 maggio 2006  |
| 12 | Chocks Away        | Modello Bean         | 25 maggio 2004       | 22 maggio 2006  |
| 13 | Hopping Mad!       | Un salto da Bean     | 26 maggio 2004       | 1º giugno 2006  |
| 14 | A Grand Invitation | Un invito speciale   | 27 maggio 2004       | 5 giugno 2006   |
| 15 | No Pets            | Vietato agli animali | 28 maggio 2004       | 8 giugno 2006   |
| 16 | Ray of Sunshine    | Raggio di sole       | 31 maggio 2004       | 14 giugno 2006  |
| 17 | Bean in Love       | Bean innamorato      | 1º giugno 2004       | 1º luglio 2006  |
| 18 | Double Trouble     | Bean raddoppia       | 2 giugno 2004        | 2 luglio 2006   |

## Viaggio nello spazio
In un museo della scienza, Mr. Bean fa amicizia con un giovane turista giapponese che ha con sé numerosi gadget i quali finiscono per causare danni e guai all'interno dell'edificio, attirando l'attenzione di una guardia che inizia ad inseguirli per fermarli, ma i due alla fine riescono a seminarla.

## A volte ritornano
Harry, un vecchio compagno d'asilo di Mr. Bean, viene a fargli visita nel suo appartamento. Tuttavia l'ospite mangia molto cibo e finisce per svuotare il frigorifero di Bean. Egli tenta di sbarazzarsi del suo amico, ma questi rapisce Teddy ed è così costretto ad inseguirlo. Bean decide quindi di portare Harry in un ristorante di lusso dicendogli che avrebbe pagato il conto. Mentre quest'ultimo ordina tutto ciò che c'è nel menu, il protagonista fugge dalla finestra del bagno. Al momento del conto Harry si rende conto di non poterlo pagare, venendo costretto da uno dei camerieri del locale a lavare tutti i piatti come risarcimento, e Bean riesce a recuperare Teddy.

## La grande TV
Mr. Bean e Irma guardano la TV, ma il protagonista vuole vedere un film di fantascienza, mentre la ragazza un concerto di André, perciò continuano a cambiare rapidamente canale fino a quando la TV non esplode. Bean quindi esce per acquistare una nuova TV e pensa di prendere un modello con un grande schermo, ma non può permetterselo. Decide allora di guadagnare dei soldi facendo un teatro di marionette e riesce così ad acquistare il televisore. Tuttavia anche la nuova TV finisce per esplodere per via dello stesso litigio di prima su quale canale guardare e Bean decide di fare un altro spettacolo di marionette mettendo su un vinile con le canzoni di André, mentre un calzino rosa impersona il cantante e Teddy un eroe spaziale, rendendo felice Irma.

## Il pianoforte
Quando il vinile della Sinfonia n. 5 di Beethoven inizia a sentirsi male, Mr. Bean decide di andare ad acquistare un nuovo disco finché non vede un pianoforte a coda che vorrebbe suonare ma scopre che è stato venduto a un uomo di bassa statura. Quando il protagonista fa notare che uno dei tasti emette un suono stonato, l'uomo strappa l'assegno davanti al negoziante e Bean lo acquista al posto suo. Non appena inizia a suonare lo strumento a casa, si rende conto che il solito tasto è stonato in quanto Teddy è rimasto attaccato alle corde del pianoforte. Anche se adesso ogni tasto emette il giusto suono, Bean non riesce ancora a prenderci la mano anche quando chiama il maestro di pianoforte, ovvero l'uomo basso apparso in precedenza nel negozio di musica. In seguito quest'ultimo decide di registrare la Sinfonia di Beethoven per il protagonista, che può far finta di esibirsi.

## Bean l'artista
Mentre passeggia, Mr. Bean vede alcuni quadri esposti in strada e decide di realizzarne uno per guadagnare del denaro. Siccome non dispone di tempere, il protagonista decide di realizzarle con vari alimenti, ma ciò finisce per attirare gli animali mentre si trova in campagna per dipingere una tela raffigurante un mulino. Dopo una serie di peripezie espone il quadro in strada, che viene acquistato da una donna, la quale poco dopo lo lascia cadere a terra, infastidita dallo sciame di mosche che il quadro attira. Ripetendo il procedimento, Bean guadagna un bel gruzzolo di soldi.

## La mosca
In una calda notte d'estate una mosca entra nell'appartamento di Mr. Bean e non lo fa dormire. La maggior parte dei tentativi per cercare di sbarazzarsene falliscono finché non riesce a intrappolare l'insetto nel suo frigorifero. In seguito lo porta fuori casa e libera la mosca ma Mrs. Wicket si arrabbia per essere stata svegliata e lo obbliga a dormire fuori casa all'interno del frigorifero per il resto della notte. La mattina dopo si scopre che l'insetto è tornato nell'appartamento di Bean e sta dormendo nel suo letto.

## Una casa da re
Mr. Bean ridipinge il suo appartamento per renderlo simile a quello della regina Elisabetta II ma finisce per lasciarsi prendere la mano e monta addirittura un'insegna con scritto "The Palace" fuori dalla palazzina. Mrs. Wicket vede la situazione come un'opportunità per guadagnare denaro e diventa la "regina", facendo di Bean il suo schiavo personale che viene pagato con un solo centesimo. Per rappresaglia, quest'ultimo decide di rovinare le decorazioni ed esporre la frode della donna.

## Super zucchina
Mr. Bean e i Bruiser competono per la prossima competizione della zucchina più grande. Grazie alle lampade di Wood, quella del protagonista diventa sempre più grande, ancora più della zucchina dei vicini. Questi ultimi allora decidono di sabotarlo mettendo dei bruchi nell'ortaggio di Bean. Il giorno della competizione, credendo di aver fallito nel sabotaggio, i Bruiser scambiano la loro zucchina con quella del rivale mentre lui non sta guardando. Al momento della pesata delle zucchine, quella dei Bruiser si sgonfia ed escono i bruchi che loro stessi avevano messo. Bean quindi vince il trofeo.

## La gara
Mr. Bean va al parco, ma un uomo gli ruba il parcheggio e cerca di impossessarsi dell'attenzione delle anatre. Il protagonista decide allora di sfidarlo in una corsa. I due però imbrogliano prendendo un taxi e se ne vanno senza pagare; di conseguenza l'autista li insegue furioso. In seguito l'altro corridore va a sbattere contro una cassetta delle lettere e perde i sensi. Il tassista e Bean lo portano in ospedale, dopodiché il protagonista torna a correre e riprende la gara. Verso la fine della corsa, finisce per calpestare accidentalmente un cane che inizia ad inseguirlo. Bean vince la competizione ma finisce in ospedale insieme all'altro corridore per essere stato morso a una gamba dal cane. Alla fine i due vengono dimessi e il protagonista distrae l'altro uomo, facendogli colpire nuovamente una cassetta delle lettere.

## Uovo e Bean
Mr. Bean trova un nido di una cicogna sul tetto e decide di adottare il volatile. Quando l'animale è cresciuto, il protagonista cerca di farlo volare; dopo vari tentativi andati a vuoto riesce nell'intento e la cicogna parte con i suoi simili. Durante la notte, Bean sente dei rumori provenire dal tetto e scopre che l'uccello che aveva accudito è tornato insieme a una compagna. Decide perciò di adottare entrambi e li porta nel suo appartamento dove lei cova un uovo.

## Camping
Mr. Bean decide di andare in campeggio, ma Scrapper gli distrugge la tenda. L'uomo è pertanto costretto a recarsi ai grandi magazzini per comprarne un'altra, dove diventa rivale di una guardia di sicurezza, la quale scambia la sua tenda con un gommone gonfiabile. Non potendo permettersi una roulotte, Bean costruisce un rimorchio di legno, sul quale mette il capanno di Mrs. Wicket. Il protagonista parte quindi per il campeggio, ma arriva sul posto anche la guardia di prima con il suo cane, che continuano a fare rumore. Bean allora si vendica attirando il cane nel capanno con i suoi panini e facendo in modo che la roulotte della guardia finisca dentro a un lago, anche grazie al gommone gonfiabile. Il protagonista riporta il capanno al proprio posto e quando Mrs. Wicket vi entra viene aggredita dal cane. Dopo aver messo l'animale fuori combattimento, la donna decide di dare una lezione a Bean, che scappa via a bordo della sua Mini.

## Modello Bean
Dopo che Teddy è stato dilaniato da un aeroplano telecomandato del figlio dei Bruiser, Mr. Bean decide di vendicarsi acquistandone uno anche lui. Dopo alcune peripezie riesce ad acquistare l'ultimo aereo giocattolo del negozio e a montarlo. Il protagonista quindi manovra il mezzo mettendo Teddy come pilota e riesce ad abbattere l'aereo del bambino, ma il padre di quest'ultimo rompe il telecomando di Bean mentre il suo aereo è ancora in volo e sparisce in cielo. Durante la notte, Bean ripara il telecomando e riesce a far tornare il giocattolo a casa sua, ma prende fuoco, torna in cielo ed esplode. Il protagonista è sconvolto perché crede di aver perso Teddy per sempre ma quest'ultimo riesce a salvarsi grazie a un paracadute e scende giù dal camino di Bean.

## Un salto da Bean
Mr. Bean porta a casa sua alcune uova di rana trovate in un parco e decide di accudirle, ma quando queste divengono adulte diventano aggressive. Mentre il protagonista si occupa delle rane, Mrs. Wicket e i suoi amici stanno tenendo una festa e a un certo punto il pavimento del bagno di Bean crolla e gli anfibi attaccano la donna, Scrapper e i loro amici. A questo punto il protagonista attira le rane lanciando della carne su un autobus, ma quando sta per tirare un sospiro di sollievo, il gatto gli porta un'altra rana che trascina Bean con la lingua.

## Un invito speciale
Dopo aver salvato il cane di una signora, Mr. Bean viene invitato a pranzo in una vecchia villa fatiscente. Qui però si rende conto che la donna che lo ha invitato è molto noiosa e cerca di dileguarsi prima del dovuto, ma a causa del suo cane non riesce nell'intento. Dopo un po' saluta e se ne va, poi scopre che la donna e il suo maggiordomo ripetono la stessa identica scena con ogni persona che passa nei pressi della villa.

## Vietato agli animali
Mr. Bean adotta un cane, ma tornato a casa scopre che Mrs. Wicket non accetta altri animali oltre a Scrapper; viene ben presto scoperto e costretto alla restituzione. Prova quindi con un pappagallo, che però vola fuori dalla finestra e torna al negozio. Infine acquista un camaleonte, il quale grazie al mimetismo passa inosservato a Mrs. Wicket.

## Raggio di sole
Mr. Bean va in spiaggia per abbronzarsi, ma un uomo con il camper gli impedisce di prendere il sole ed è costretto a trovarsi un altro posto. Poco dopo il cielo inizia ad annuvolarsi; essendo rimasto solo un raggio di sole, il protagonista decide di seguirlo per tutta Londra, causando una serie di inconvenienti. Infine il raggio va in mare e Bean decide di salire su una nave per seguirlo.

## Bean innamorato
Mr. Bean si innamora di una bellissima cantante di nome Roxy e fa di tutto per ottenere un suo autografo. I suoi tentativi però sono per lo più sventati dal suo bodyguard, ma alla fine riesce ad ottenere un bacio sulla guancia dalla cantante e la sua firma su un fazzoletto.

## Bean raddoppia
Mentre attende l'apertura del negozio di dolciumi, Mr. Bean incontra il suo doppelgänger chiamato Mr. Pod con cui fa amicizia. Quando arrivano nell'appartamento del protagonista, il clone si ritrova improvvisamente attratto romanticamente da Irma e Bean diventa geloso. Quando i due ospiti se ne vanno, Bean si rende conto che Irma ha dimenticato Lottie, il suo orsacchiotto di peluche, e così li insegue per restituirglielo. In campagna, Irma e Pod vedono che un'astronave aliena è atterrata e l'uomo sale a bordo. Bean entra a sua volta e incontra i suoi altri doppioni mentre l'astronave parte, lasciando Irma sconvolta. Dopo aver visto ciò, Pod espelle il protagonista dall'astronave, il quale cade a terra in maniera simile alla sigla iniziale della serie originale, poi Bean saluta l'astronave e torna a casa con Irma.